# Рахмания
Рахмания (араб. الرحمانية‎) — суфийский тарикат, основанный Сиди Мхамедом Бу-Кобрином (1720—1793). Организационно оформилась к концу XVIII века. Один из самых распространённых тарикатов в Алжире. Рахманиты живут в Алжире и странах Северной Африки, а также в других регионах исламского мира. Центральным монастырём (завия) и резиденцией наследственного главы братства является мемориальный комплекс на могиле Сиди Мухаммеда Бу-Кобрина в городе Алжир, а также в Завиет-эль-Хамель в провинции Мсила. В тарикате запрещён строгий аскетизм, а эмблемой этого суфийского ордена является оранжевый цвет.

## Основатель
Основателем тариката является маликитский правовед (факих) Сиди Мухаммед (Мхамед) ибн Абдаррахман, получивший прозвище Бу-Кобрин — «человек с двумя могилами». Считается, что его родословная восходит к четвёртому праведному халифу — Али ибн Абу Талибу. Он учился в Каире в мечети Аль-Азхар. Сиди Мхамед был знатоком исламского права (фикх), Корана и сунны пророка Мухаммеда. Затем оставил образование и стал аскетом (захидом), после чего вернулся и начал просветительскую деятельность в Алжире.

## Учение
Братство рахмания является ветвью тариката халватия. Тарикат проповедует школу «трезвости» Джунайда аль-Багдади. Вступление в тарикат осуществляется путём принесения присяги духовному наставнику. Вирд «путника» (салика) состоит из установленных в ордене зикров джахри.